# Roma-Napoli-Roma 1952
La Roma-Napoli-Roma 1952, ventinovesima edizione della corsa, si svolse dal 17 al 20 aprile 1952 su un percorso di 720 km, suddiviso su 4 tappe (la prima, terza e l'ultima suddivise in 2 semitappe). La vittoria fu appannaggio dell'italiano Fiorenzo Magni, che completò il percorso in 19h00'17", precedendo il belga Stan Ockers ed il francese Jean Robic.

## Tappe
| Tappa  | Data      | Percorso                            | km  | Vincitore di tappa  | Leader cl. generale |
| ------ | --------- | ----------------------------------- | --- | ------------------- | ------------------- |
| 1ª-1   | 17 aprile | Roma > Frosinone                    | 92  | Luciano Maggini     | Luciano Maggini     |
| 1ª-2   | 17 aprile | Frosinone > Caserta                 | 127 | Jean Robic          | Jean Robic          |
| 2ª     | 18 aprile | Caserta > Salerno                   | 137 | Gino Bartali        | ?                   |
| 3ª-1   | 19 aprile | Salerno > Napoli                    | 56  | Rik Van Steenbergen | ?                   |
| 3ª-2   | 19 aprile | Napoli > Napoli (cron. individuale) | 6   | Jean Robic          | ?                   |
| 4ª-1   | 20 aprile | Napoli > Latina                     | 174 | Stan Ockers         | Fiorenzo Magni      |
| 4ª-2   | 20 aprile | Latina > Roma                       | 128 | Fiorenzo Magni      | Fiorenzo Magni      |
| Totale | Totale    | Totale                              | 720 |                     |                     |

## Dettagli delle tappe

### 1ª tappa, 1ª semitappa
- 17 aprile: Roma > Frosinone – 92 km

Risultati
| Pos. | Corridore           | Squadra    | Tempo    |
| ---- | ------------------- | ---------- | -------- |
| 1    | Luciano Maggini     | Atala      | 2h35'23" |
| 2    | Oreste Conte        | Bottecchia | s.t.     |
| 3    | Rik Van Steenbergen | Mercier    | s.t.     |

| Pos. | Corridore       | Squadra | Tempo |
| ---- | --------------- | ------- | ----- |
| 1    | Luciano Maggini | Atala   | ?     |

### 1ª tappa, 2ª semitappa
- 17 aprile: Frosinone > Caserta – 127 km

Risultati
| Pos. | Corridore      | Squadra    | Tempo    |
| ---- | -------------- | ---------- | -------- |
| 1    | Jean Robic     | Bottecchia | 2h59'35" |
| 2    | Fiorenzo Magni | Ganna      | a 1'05"  |
| 3    | Stan Ockers    | Peugeot    | a 1'30"  |

| Pos. | Corridore  | Squadra    | Tempo |
| ---- | ---------- | ---------- | ----- |
| 1    | Jean Robic | Bottecchia | ?     |

### 2ª tappa
- 18 aprile: Caserta > Salerno – 137 km

Risultati
| Pos. | Corridore    | Squadra | Tempo    |
| ---- | ------------ | ------- | -------- |
| 1    | Gino Bartali | Bartali | 3h51'01" |
| 2    | Stan Ockers  | Peugeot | s.t.     |
| 3    | Mario Baroni | Ganna   | s.t.     |

| Pos. | Corridore | Squadra | Tempo |
| ---- | --------- | ------- | ----- |
| 1    | ?         | ?       | ?     |

### 3ª tappa, 1ª semitappa
- 19 aprile: Salerno > Napoli – 56 km

Risultati
| Pos. | Corridore           | Squadra    | Tempo    |
| ---- | ------------------- | ---------- | -------- |
| 1    | Rik Van Steenbergen | Mercier    | 1h22'08" |
| 2    | Alfo Ferrari        | Fréjus     | s.t.     |
| 3    | Oreste Conte        | Bottecchia | s.t.     |

| Pos. | Corridore | Squadra | Tempo |
| ---- | --------- | ------- | ----- |
| 1    | ?         | ?       | ?     |

### 3ª tappa, 2ª semitappa
- 19 aprile: Napoli > Napoli – Cronometro individuale – 6 km

Risultati
| Pos. | Corridore      | Squadra    | Tempo |
| ---- | -------------- | ---------- | ----- |
| 1    | Jean Robic     | Bottecchia | 6'05" |
| 2    | Fiorenzo Magni | Ganna      | a 8"  |
| 3    | Ferdi Kübler   | Fiorelli   | a 14" |

| Pos. | Corridore | Squadra | Tempo |
| ---- | --------- | ------- | ----- |
| 1    | ?         | ?       | ?     |

### 4ª tappa, 1ª semitappa
- 20 aprile: Napoli > Latina – 174 km

Risultati
| Pos. | Corridore      | Squadra  | Tempo    |
| ---- | -------------- | -------- | -------- |
| 1    | Stan Ockers    | Peugeot  | 4h39'50" |
| 2    | Ferdi Kübler   | Fiorelli | a 35"    |
| 3    | Fiorenzo Magni | Ganna    | a 1'07"  |

| Pos. | Corridore      | Squadra | Tempo |
| ---- | -------------- | ------- | ----- |
| 1    | Fiorenzo Magni | Ganna   | ?     |

### 4ª tappa, 2ª semitappa
- 20 aprile: Latina > Roma – 128 km

Risultati
| Pos. | Corridore      | Squadra    | Tempo    |
| ---- | -------------- | ---------- | -------- |
| 1    | Fiorenzo Magni | Ganna      | 3h22'55" |
| 2    | Stan Ockers    | Peugeot    | a 2"     |
| 3    | Jean Robic     | Bottecchia | a 1'03"  |

| Pos. | Corridore      | Squadra    | Tempo     |
| ---- | -------------- | ---------- | --------- |
| 1    | Fiorenzo Magni | Ganna      | 19h00'17" |
| 2    | Stan Ockers    | Peugeot    | a 18"     |
| 3    | Jean Robic     | Bottecchia | a 1'12"   |

## Classifiche finali

### Classifica generale
| Pos. | Corridore           | Squadra            | Tempo     |
| ---- | ------------------- | ------------------ | --------- |
| 1    | Fiorenzo Magni      | Ganna-Ursus        | 19h00'17" |
| 2    | Stan Ockers         | Peugeot-Dunlop     | a 18"     |
| 3    | Jean Robic          | Bottecchia-Ursus   | a 1'12"   |
| 4    | Gino Bartali        | Bartali-Ursus      | a 4'58"   |
| 5    | Guido De Santi      | Colomb-Manera      | a 7'04"   |
| 6    | Giancarlo Astrua    | Atala-Pirelli      | a 8'47"   |
| 7    | Ferdi Kübler        | Fiorelli           | a 9'29"   |
| 8    | Wim van Est         | Garin-Wolber       | a 9'30"   |
| 9    | Giovanni Corrieri   | Bartali-Ursus      | a 10'52"  |
| 10   | Rik Van Steenbergen | Mercier-Hutchinson | a 16'07"  |